# Mickaël Pouvin
Mickaël Pouvin (né le 3 mars 1991 à Saint-Pierre) est un auteur-compositeur-interprète réunionnais. Il est notamment connu pour son morceau Éternel.

## Biographie
Mickaël Pouvin est originaire de la ville du Tampon, à l’île de la Réunion. Il fait des études de droit et d’assistant-social pour ensuite se tourner professionnellement vers la musique.
Il est candidat à l’émission Génération Run Star sur Antenne Réunion en 2000 et c’est en 2013 qu’il participe à la deuxième saison de l’émission The Voice sur TF1. Il est coaché par Florent Pagny et participe aux deux premiers primes, dont les battles en direct, avant de quitter l’émission.
Son premier album Karma sort en 2014, notamment porté par le titre C’est comme ça qui est diffusé sur la plupart des radios réunionnaises.
Le titre Éternel, sorti en 2017, est un franc succès. La chanson est rapidement diffusée à l’île Maurice, en Nouvelle-Calédonie, en Polynésie Française et à Tahiti . Mickaël Pouvin reçoit le prix de la Meilleure Chanson de l’Année dans la catégorie « chanson francophone » à Maurice pour ce morceau,.
En 2018, Mickaël Pouvin fait partie du jury du télé-crochet pour enfants Kid Créole diffusé sur Réunion la Première au mois d’octobre.
L’album Éternel, sort le 2 février 2019 et est chaleureusement accueilli par le public et reste en tête des ventes à la Réunion plus de 16 semaines. Mickaël enchaîne sur une tournée, Éternel Tour 2019, et joue notamment au Téat Plein Air à Saint-Gilles.Ce concert est diffusé le 25 décembre sur la chaîne télévisée Réunion La Première.

## Discographie
- 2014 : Karma
- 2019 : Éternel
- 2022 : Numéro 1

## Distinctions
- Voix de L'océan Indien 2015 : Meilleure Voix Masculine[10]